# Pilar Molina Beneyto
Pilar Molina Beneyto (Bocairent, Vall d'Albaida, abril de 1949 - València, febrer de 2008) fou una directora de documentals, escriptora, historiadora, fotògrafa i llibertària valenciana.

## Biografia
Pilar Molina va néixer a Bocairent i assistí a l'escola pública Colegio Nacional Luis Vives, d'on marxà per posar-se a treballar per ajudar al sosteniment de la seva família. Tota la seva formació posterior serà de caràcter autodidacta, ja que va entrar a treballar als 14 anys. En la seva localitat es va implicar en les associacions culturals, però aviat es va plantejar l'emigració com a forma de sortida d'un ambient que no l'acontentava. Va marxar cap a Madrid, i posteriorment cap a França i Anglaterra, fet que li va possibilitar aprendre idiomes i fer diversos cursos de secretariat. A la tornada a la península, va treballar com a intèrpret a Ferrer Puerto de Bocairent per passar aviat a treballar a la ciutat de València a Manuel Más. És en aquests anys en què va començar la seva militància política i es va afiliar a la Confederació Nacional del Treball (CNT); va començar a freqüentar els grups de dones i a participar en les diverses campanyes feministes (avortament, divorci, premsa de dones, planings, etc.). Amb la divisió de l'anarcosindicalisme, es decanta cap a la nova central Confederació General del Treball (CGT) i aviat comença a treballar en la Fundació d'Estudis Llibertaris Salvador Seguí, a la seu de València. Molt abans de l'actual recuperació de la memòria històrica, Pilar ja havia enregistrat –primer en sonor i més tard en pel·lícula– bona part dels militants valencians de la CNT i havia començar a fer visible públicament tot l'esforç dels republicans i dels anarquistes en el camp cultural i artístic.
Va vèncer el càncer i va sofrir diverses operacions als canells a causa del seu treball com a mecanògrafa, i de tot això va sortir reforçada i amb ganes de tornar a lluitar. Va conviure amb algunes parelles però va seguir mantenint la seva autonomia personal i la seva feina. Participà en les Jornades Feministes de València (2006) i Còrdova. Com a historiadora, va redactar nombroses biografies de dones anònimes que va publicar a la premsa anarcosindicalista com Al Margen, El Noi, Noticia Confederal, Rojo y Negro, etc. Va ser una activa participant de Ràdio Klara en les seves emissions sobre dones, a Dones Lliures i va prologar els llibres d'algunes de les seves amigues. Va organitzar, no només molts dels actes de la Fundació Salvador Seguí, sinó també xerrades i debats feministes a la ciutat de València. Va participar en les jornades sobre les guerrilles i el maquis a Santa Cruz de Moya (Conca), Jerte (Extremadura) i Catalunya.
Va col·laborar en l'homenatge a Lucce Fabri (2004) i en el congrés «L'exili cultural de 1939. Seixanta anys després» a la Universitat de València; com també en les reunions de la FICEDL (Federation Internationale des Centres d'Études et de Documentation Libertaires) dels centres de documentació anarquistes. Va establir relacions d'amistat amb moltes de les seves entrevistades, com Antonia Fontanillas o Sara Berenguer. El seu vehicle li va possibilitar nombroses visites per tota la península i França, anteposant la recerca històrica als guanys econòmics, ja que col·laborà desinteressadament en nombrosos actes i filmacions deixant un important llegat documental encara per revisar.